# 雞肉刺身

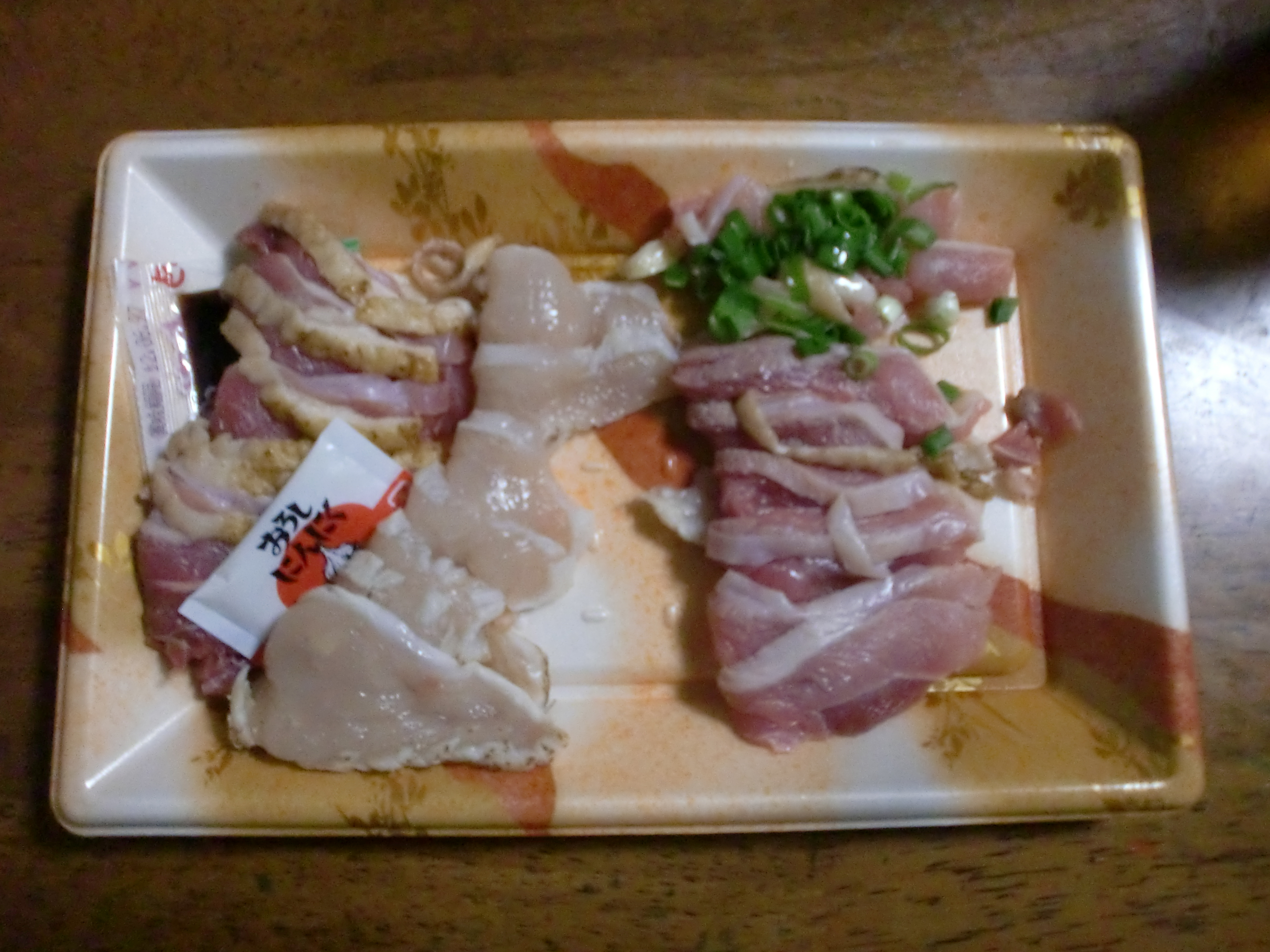
鹿兒島縣的一家餐館供應的雞肉刺身拼盤

雞肉刺身，簡稱雞刺，把雞肉作為刺身，是日本南九州地區的鄉土料理。
做法是把切得很薄生的雞胸肉和雞胗與用大蒜、姜和柚子胡椒等調味品，以及芝麻油加鹽等調味料製成的醬油蘸吃，有時把雞肉略微用火烤炙。
由於生雞肉很容易受到細菌污染，日本每年有500起因生吃雞肉引致的食物中毒，特別是沙門氏菌及曲狀桿菌，日本厚生勞動省曾經發出警告，要餐廳把雞肉烹煮至攝氏75度或以上方可奉客。